# 1974年亞洲運動會舉重比賽
1974年亚洲运动会举重比赛于9月2日至9月5日在伊朗德黑蘭舉行。只有在這一届中，抓舉、挺舉和总成绩都颁发獎牌。

## 获奖者

### 总成绩
| 赛事               | 金牌                          | 银牌                        | 铜牌                            |
| 次最輕量級 (52 kg) | 穆·纳希里 · 伊朗（IRN）       | 季昂 · 缅甸（BIR）          | 竹内雅朝 · 日本（JPN）          |
| 最輕量級 (56 kg)   | 安藤谦吉 · 日本（JPN）        | 陈满林 · 中国（CHN）        | 韩京时 · 朝鲜（PRK）            |
| 次輕量級 (60 kg)   | 平井一正 · 日本（JPN）        | 宋成林 · 朝鲜（PRK）        | 钦敏德 · 缅甸（BIR）            |
| 輕量級 (67.5 kg)   | 元信喜 · 韩国（KOR）          | 纳·迪赫纳维 · 伊朗（IRN）   | 中田高广 · 日本（JPN）          |
| 中量級 (75 kg)     | 安元根 · 朝鲜（PRK）          | 三石悦雄 · 日本（JPN）      | 梅·安塔尔 · 伊朗（IRN）         |
| 輕重量級 (82.5 kg) | 藤代末男 · 日本（JPN）        | 埃·普尔达詹姆 · 伊朗（IRN） | 巴·阿勒哈姆达尼 · 伊拉克（IRQ） |
| 次重量級 (90 kg)   | 阿·万里 · 伊朗（IRN）         | 钱玉凯 · 中国（CHN）        | 阿·布拉纳 · 以色列（ISR）       |
| 重量級 (110 kg)    | 胡·卡盖加内扎德 · 伊朗（IRN） | 尹锡元 · 韩国（KOR）        | 什·本·卢路 · 以色列（ISR）      |
| 特重量級 (+110 kg) | 阿·肖克鲁拉希 · 伊朗（IRN）   | 哈·哈萨尼 · 伊朗（IRN）     | 苏·哈达德 · 伊拉克（IRQ）       |

### 抓举
| 赛事               | 金牌                          | 银牌                        | 铜牌                      |
| 次最輕量級 (52 kg) | 季昂 · 缅甸（BIR）            | 穆·纳希里 · 伊朗（IRN）     | 竹内雅朝 · 日本（JPN）    |
| 最輕量級 (56 kg)   | 安藤谦吉 · 日本（JPN）        | 丁塞恩 · 缅甸（BIR）        | 陈满林 · 中国（CHN）      |
| 次輕量級 (60 kg)   | 平井一正 · 日本（JPN）        | 宋成林 · 朝鲜（PRK）        | 钦敏德 · 缅甸（BIR）      |
| 輕量級 (67.5 kg)   | 元信喜 · 韩国（KOR）          | 纳·迪赫纳维 · 伊朗（IRN）   | 中田高广 · 日本（JPN）    |
| 中量級 (75 kg)     | 三石悦雄 · 日本（JPN）        | 安元根 · 朝鲜（PRK）        | 梅·安塔尔 · 伊朗（IRN）   |
| 輕重量級 (82.5 kg) | 藤代末男 · 日本（JPN）        | 埃·普尔达詹姆 · 伊朗（IRN） | 李春植 · 韩国（KOR）      |
| 次重量級 (90 kg)   | 钱玉凯 · 中国（CHN）          | 阿·万里 · 伊朗（IRN）       | 阿·布拉纳 · 以色列（ISR） |
| 重量級 (110 kg)    | 胡·卡盖加内扎德 · 伊朗（IRN） | 什·本·卢路 · 以色列（ISR）  | 尹锡元 · 韩国（KOR）      |
| 特重量級 (+110 kg) | 阿·肖克鲁拉希 · 伊朗（IRN）   | 黄镐东 · 韩国（KOR）        | 哈·哈萨尼 · 伊朗（IRN）   |

### 挺举
| 赛事               | 金牌                          | 银牌                        | 铜牌                            |
| 次最輕量級 (52 kg) | 穆·纳希里 · 伊朗（IRN）       | 朴东权 · 朝鲜（PRK）        | 竹内雅朝 · 日本（JPN）          |
| 最輕量級 (56 kg)   | 安藤谦吉 · 日本（JPN）        | 陈满林 · 中国（CHN）        | 韩京时 · 朝鲜（PRK）            |
| 次輕量級 (60 kg)   | 平井一正 · 日本（JPN）        | 严正国 · 朝鲜（PRK）        | 宋成林 · 朝鲜（PRK）            |
| 輕量級 (67.5 kg)   | 元信喜 · 韩国（KOR）          | 纳·迪赫纳维 · 伊朗（IRN）   | 文锡俊 · 朝鲜（PRK）            |
| 中量級 (75 kg)     | 安元根 · 朝鲜（PRK）          | 梅·安塔尔 · 伊朗（IRN）     | 穆·马利克 · 巴基斯坦（PAK）     |
| 輕重量級 (82.5 kg) | 藤代末男 · 日本（JPN）        | 埃·普尔达詹姆 · 伊朗（IRN） | 巴·阿勒哈姆达尼 · 伊拉克（IRQ） |
| 次重量級 (90 kg)   | 阿·万里 · 伊朗（IRN）         | 钱玉凯 · 中国（CHN）        | 阿·布拉纳 · 以色列（ISR）       |
| 重量級 (110 kg)    | 胡·卡盖加内扎德 · 伊朗（IRN） | 尹锡元 · 韩国（KOR）        | 岩崎雄二 · 日本（JPN）          |
| 特重量級 (+110 kg) | 哈·哈萨尼 · 伊朗（IRN）       | 阿·肖克鲁拉希 · 伊朗（IRN） | 苏·哈达德 · 伊拉克（IRQ）       |

## 奖牌榜
| 排名                     | 国家 / 地区              | 金牌 | 銀牌 | 銅牌 | 总计 |
| ------------------------ | ------------------------ | ---- | ---- | ---- | ---- |
| 1                        | 伊朗（IRN）              | 10   | 11   | 3    | 24   |
| 2                        | 日本（JPN）              | 10   | 1    | 6    | 17   |
| 3                        | 韩国（KOR）              | 3    | 3    | 2    | 8    |
| 4                        | 朝鲜（PRK）              | 2    | 5    | 4    | 11   |
| 5                        | 中国（CHN）              | 1    | 4    | 1    | 6    |
| 6                        | 缅甸（BIR）              | 1    | 2    | 2    | 5    |
| 7                        | 以色列（ISR）            | 0    | 1    | 4    | 5    |
| 8                        | 伊拉克（IRQ）            | 0    | 0    | 4    | 4    |
| 9                        | 巴基斯坦（PAK）          | 0    | 0    | 1    | 1    |
| 总计（共9个国家 / 地区） | 总计（共9个国家 / 地区） | 27   | 27   | 27   | 81   |